# Alekséievskoie (Baixkíria)
Alekséievskoie (en rus: Алексеевское) és un poble de Baixkíria, a Rússia, que en el cens del 2010 tenia 20 habitants. Pertany al districte d'Arkhànguelskoie.